# Березанский (хутор)
Березанский — хутор в Ленинградском районе Краснодарского края Российской Федерации. Входит в Новоуманское сельское поселение.

## Население
| 2002 | 2010 |
| ---- | ---- |
| 115  | ↘83  |

## Инфраструктура
На хуторе две улицы: Восточная и Заречная.